# Christine Haager
Christine Haager (* 2. Juli 1938 in Mödling; † 12. Jänner 2018) war eine österreichische Politikerin (SPÖ). Haager war zwischen 1990 und 1994 sowie 1999 Abgeordnete zum Österreichischen Nationalrat.

## Ausbildung und Beruf
Haager besuchte von 1944 bis 1948 die Volksschule und im Anschluss bis 1952 die Hauptschule. Sie erlernte in der Folge bis 1955 den Beruf der Einzelhandelskauffrau und arbeitete zwischen 1955 und 1958 als Verkäuferin. Danach war Haager von 1962 bis 1973 als optische Prüferin tätig und besuchte daneben zwischen 1969 und 1970 die Sozialakademie der Kammer für Arbeiter und Angestellte. Von 1973 bis 1978 übernahm sie die pädagogische Leitung des Arbeitswissenschaftlichen Schulzentrums des ÖGB und war danach von 1978 bis 1998 als Sekretärin der Kammer für Arbeiter und Angestellte beschäftigt.

## Politik
Haager war von 1980 bis 1990 sowie erneut ab 1995 Gemeinderätin in Mödling und hatte zwischen 1993 und 1999 die Funktion der Landesparteivorsitzenden-Stellvertreterin der SPÖ Niederösterreich inne. Zudem war sie von 1978 bis 1998 Landesfrauenvorsitzende des ÖGB Niederösterreich und zwischen 1980 und 1997 Kammerrätin der Kammer für Arbeiter und Angestellte für Niederösterreich. Haager vertrat die SPÖ vom 18. Dezember 1990 bis zum 6. November 1999 im Nationalrat und gehörte diesem kurzfristig erneut zwischen dem 6. September 1999 und dem 28. Oktober 1999 an.
Haager, die als das „soziale Gewissen Mödlings“ galt, gründete das Frauenhaus und das Kinderhaus „Kunterbunt“ in Mödling. Zudem stand sie der Mödlinger Volkshilfe vor und war federführend bei der Einrichtung des Mödlinger Bürgerbüros, einer Informationsstelle für soziale Belange der Volkshilfe und dem Hilfswerk Österreich. Für ihr Engagement wurde Haager von den Lesern der Tageszeitung Kurier auch zur Niederösterreicherin des Monats Jänner 2005 gewählt.
Beim Pensionistenverband NÖ war sie stellvertretende Vorsitzende. 2011 wurde sie auch Vorsitzende des Österreichischen Seniorenrates.

## Auszeichnungen
- Silbernes Ehrenzeichen für Verdienste um die Republik Österreich
- Großes Ehrenzeichen für Verdienste um das Bundesland Niederösterreich
- Ehrenring der Stadt Mödling